# Sint-Mariakappel
Sint-Mariakappel (officieel: Frans-Vlaams: Maerkappel, Frans: Sainte-Marie-Cappel) is een gemeente in de Franse Westhoek, in het Franse Noorderdepartement (Frans: département du Nord). De gemeente ligt in Frans-Vlaanderen in de streek het Houtland. Sint-Mariakappel grenst aan de gemeenten Terdegem, Sint-Silvesterkappel, Hondegem en Kassel. De gemeente telde 835 inwoners op 1 januari 2022.

## Geschiedenis
Sint-Mariakappel werd voor het eerst vermeld in 1090 als Cappela Santae Mariae. Daarna werden diverse Vlaamstalige (zoals Sinte Marien Cappel) en Franstalige (zoals Saincte Marie Capple) varianten. Tijdens de Franse Revolutie sprak men van Marie Cappele en daarna kwam ook de huidige (Franstalige) naam in zwang.
Volgens de overlevering zouden op een heuvel aan de overzijde van de Penebeek, de Brand Berg, de huidige Wouwenberg (Mont des Récollets), de zieken uit de stad Kassel in 't Peste Huus zijn verzorgd door monniken. De zieken, en ook de monniken, mochten echter niet terug naar het stadje. Ze werden door boogschutters tegengehouden. Aangezien de monniken ook niet naar de Onze-Lieve-Vrouw van de Cryptekerk in Kassel konden gaan, zouden ze in het huidige Sint-Mariakappel een aan Maria gewijde kapel hebben gesticht, die ook door de zieken werd bezocht. Dit was de Capelle van Onze-Lieve-Vrouw der Lynden. Deze werd tijdens de Beeldenstorm in brand gestoken. Later werd de kapel herbouwd om uiteindelijk verlaten te worden, daar ze te klein was geworden. Er werd in 1620 een kerk gebouwd op enkele honderden meter ten zuiden van de kapel.
In 1847 werd de oude kapel door een grotere kapel vervangen, gewijd aan Onze-Lieve-Vrouw der Velden.

## Geografie
De oppervlakte van Sint-Mariakappel bedroeg op 1 januari 2022 7,56 vierkante kilometer; de bevolkingsdichtheid was toen 110,4 inwoners per km².

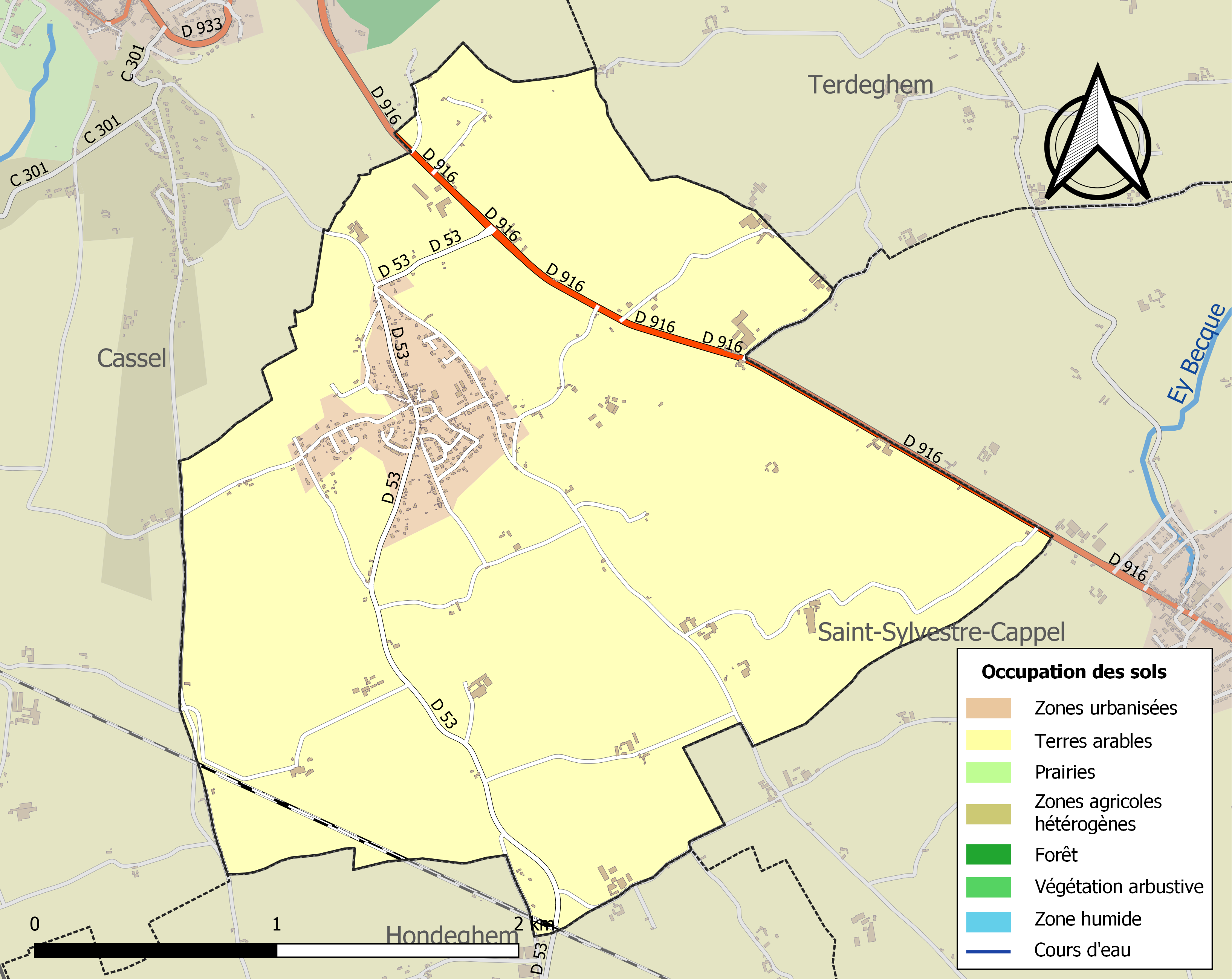
Kaart van de gemeente met belangrijkste infrastructuur, bodemgebruik en omliggende gemeenten

## Bezienswaardigheden
- De Onze-Lieve-Vrouw-Hemelvaartkerk (Église Notre-Dame-de-l'Assomption)
- De Onze-Lieve-Vrouw der Veldenkapel (Chapelle Notre-Dame-des-Champs)
- De Onze-Lieve-Vrouwkapel van Sint-Mariakappel: gedemonteerd in 1990 voor de aanleg van de hogesnelheidlijn
- De Onze-Lieve-Vrouwe van Genadekapel (Chapelle Notre-Dame de Grâce), gelegen aan de dorps-"Straete"
- Op het Kerkhof van Sint-Mariakappel bevindt zich een Brits oorlogsgraf uit de Tweede Wereldoorlog

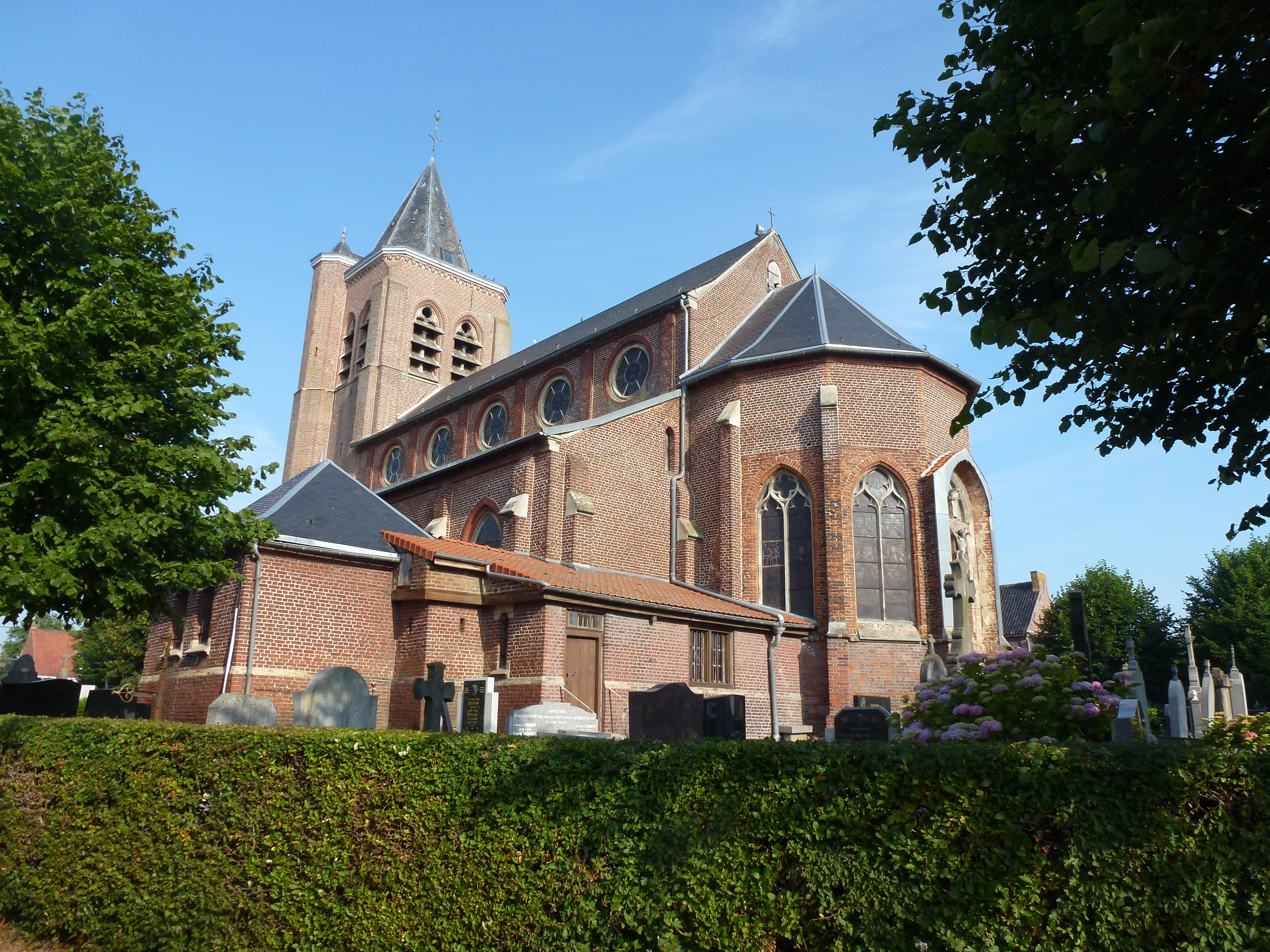
De Onze-Lieve-Vrouw-Hemelvaartkerk
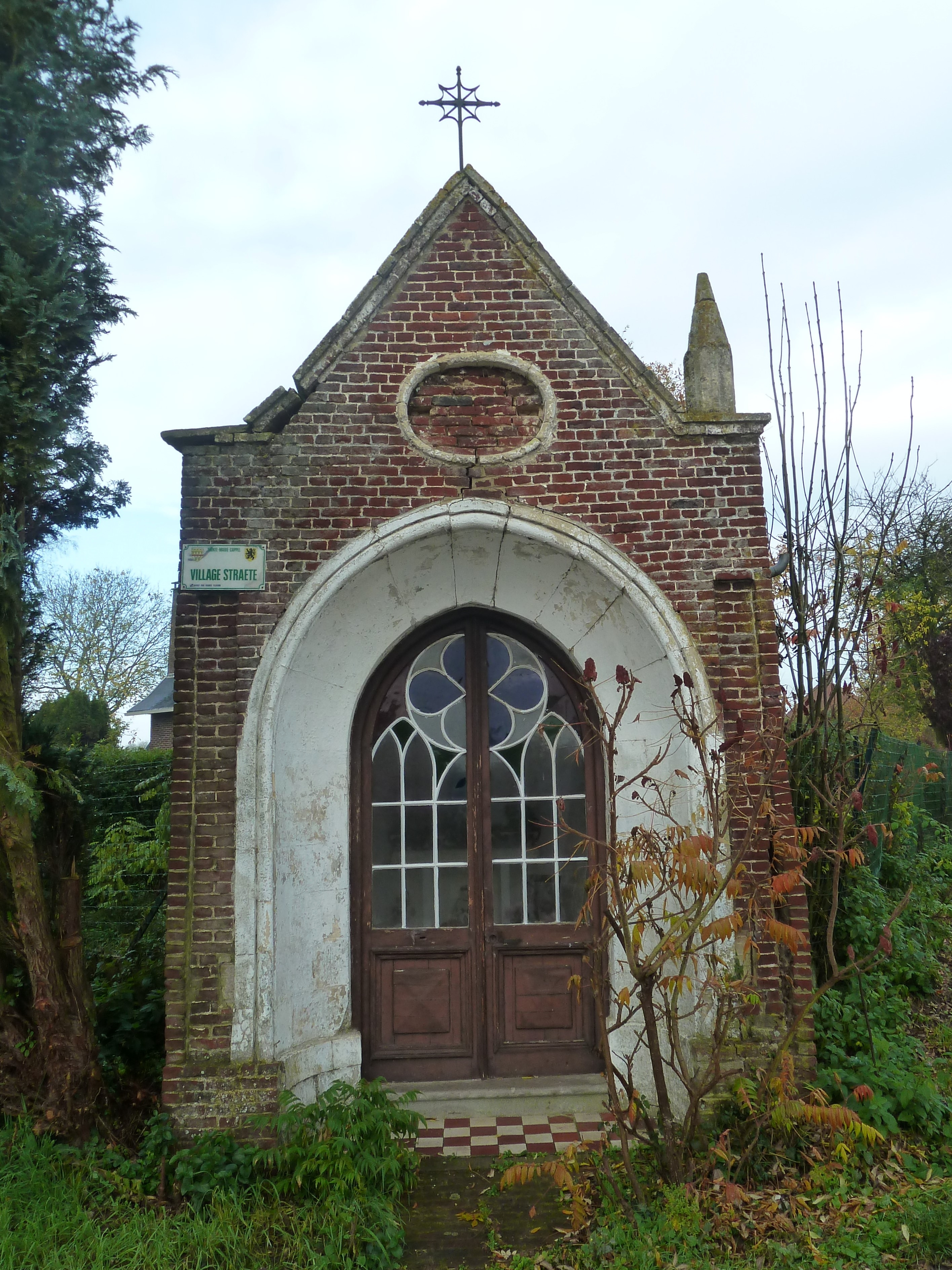
Onze-Lieve-Vrouwe van Genadekapel
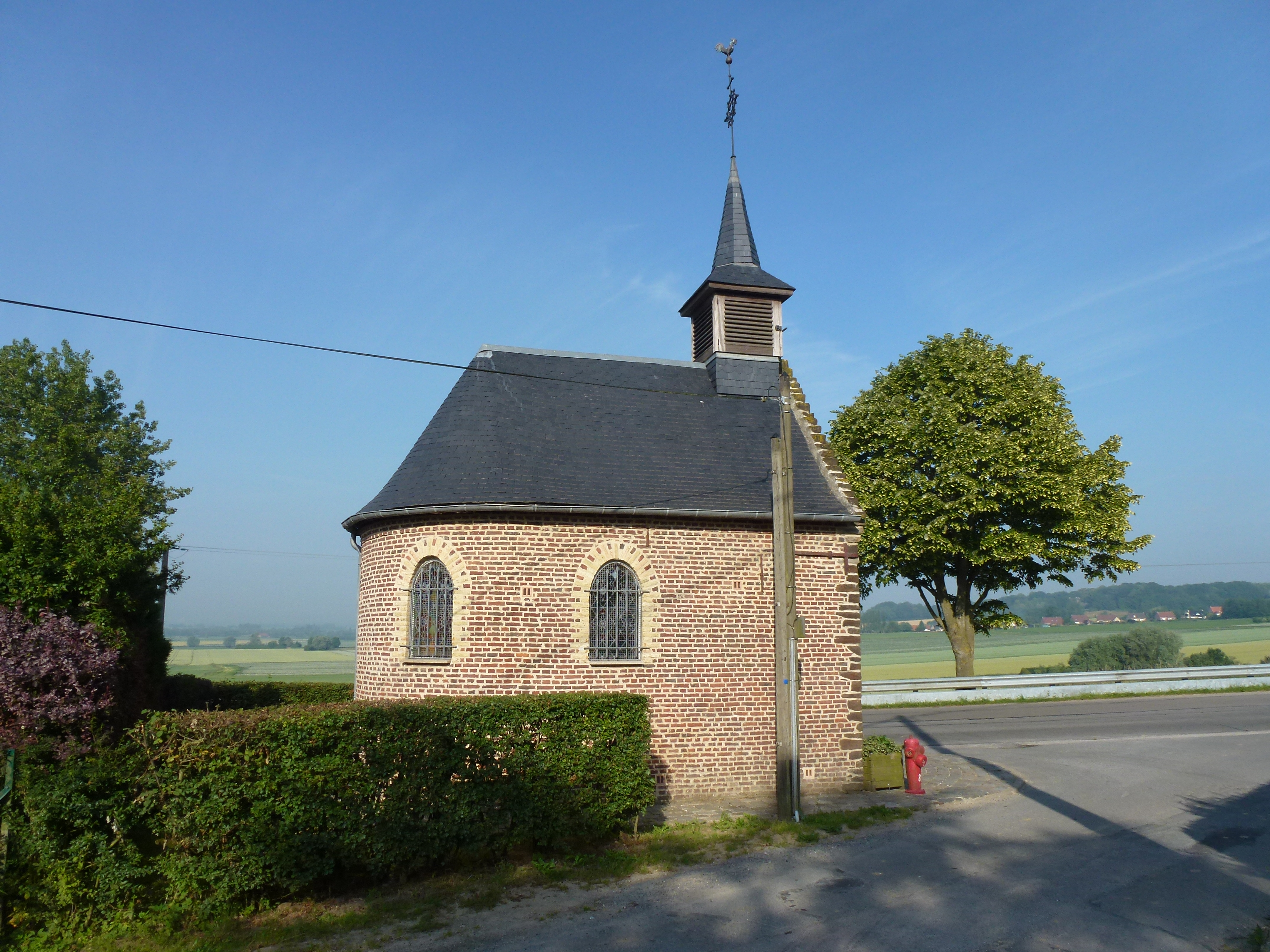
Notre Dame des Champskapel
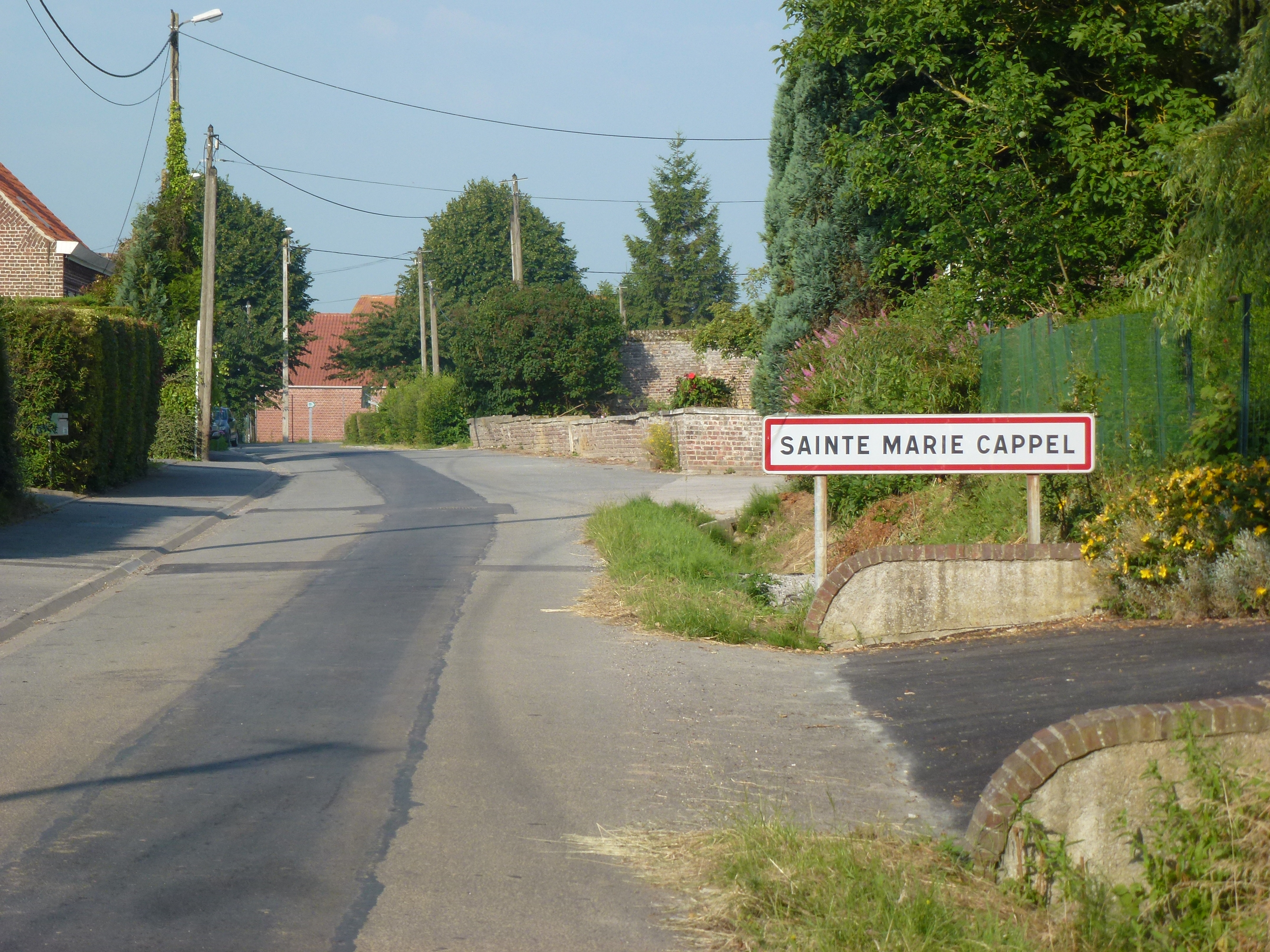
Entree van het dorp
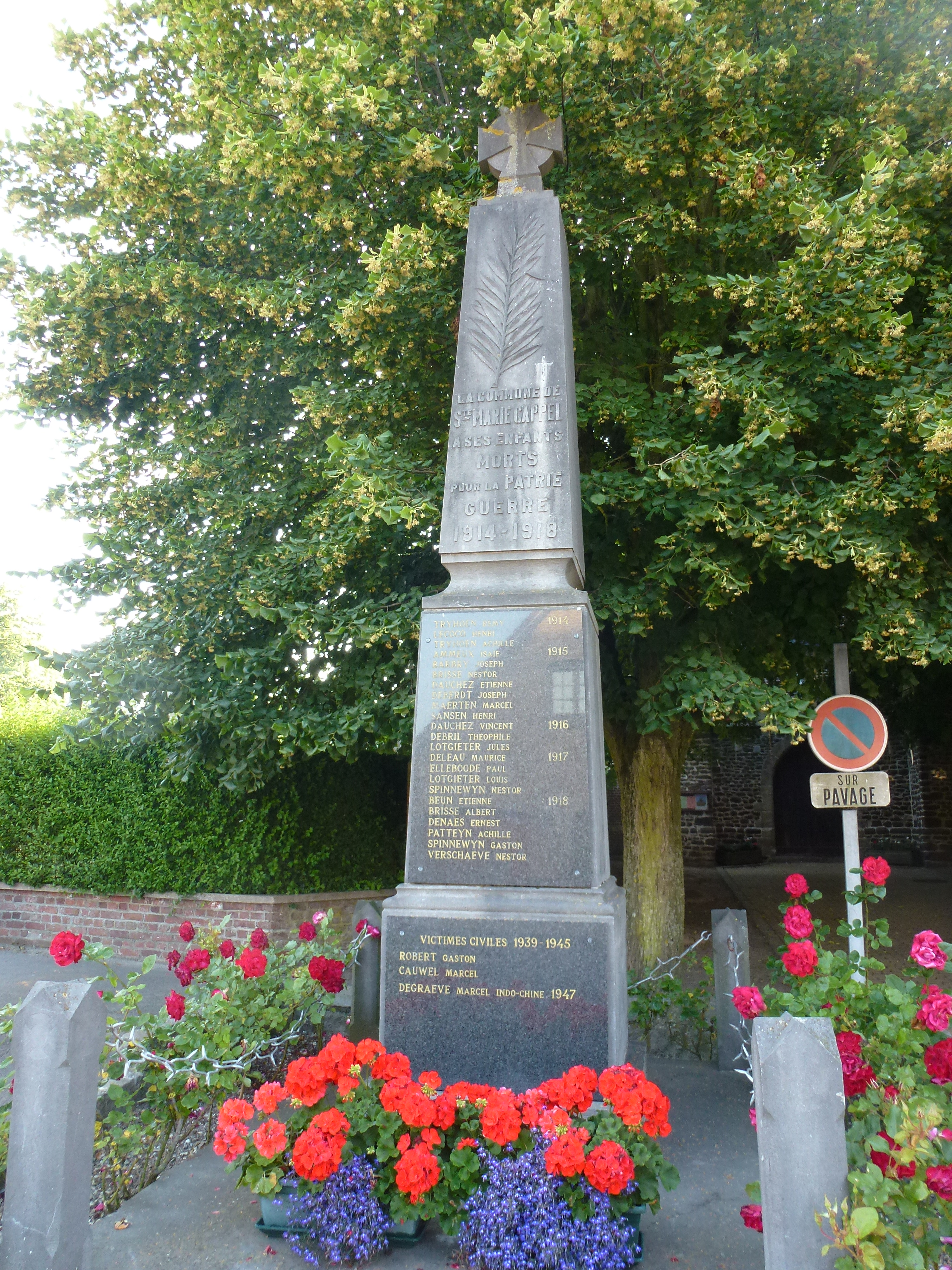
Monument voor de gesneuvelden

## Natuur en landschap
Sint-Mariakappel ligt in het Houtland op een hoogte van 34-90 meter. Het eigenlijke dorp ligt op 42 meter hoogte. In Sint-Mariakappel ligt de bron van de Penebeek.

## Demografie
Onderstaande figuur toont het verloop van het inwonertal (bron: INSEE-tellingen).

## Nabijgelegen kernen
Kassel, Oxelaëre, Hondegem, Sint-Silvesterkappel
Belle · Berten · Boeschepe · Borre · Eke · Godewaarsvelde · Hondegem · Kaaster · Kassel · Merris · Meteren · Niepkerke · Okselare · Oud-Berkijn · Pradeels · Sint-Janskappel · Sint-Mariakappel · Sint-Silvesterkappel · Stapel · Steenwerk · Strazele · Vleteren · Zoeterstee
Armboutskappel · Arneke · Bambeke · Bavinkhove · Belle · Berten · Bieren · Bissezele · Blaringem · Boeschepe · Boezegem · Bollezele · Borre · Bray-Dunes · Broekburg · Broekkerke · Broksele · Buisscheure · Drinkam · Duinkerke · Ebblingem · Eke · Ekelsbeke · Eringem · Gijvelde · Godewaarsvelde · La Gorgue · Grand-Fort-Philippe · Grevelingen · Groot-Sinten · Hardefoort · Haverskerke · Hazebroek · Herzele · Holke · Hondegem · Hondschote · Hooimille · Houtkerke · Kaaster · Kapelle · Kapellebroek · Kassel · Killem · Kraaiwijk · Krochte · Kwaadieper · Lederzele · Ledringem · Leffrinkhoeke · Linde · Loberge · Loon · Meregem · Merkegem · Merris · Meteren · Millam · Moerbeke · Niepkerke · Nieuw-Berkijn · Nieuw-Koudekerke · Nieuwerleet · Noordpene · Ochtezele · Okselare · Oostkappel · Oud-Berkijn · Oudezele · Pitgam · Pradeels · Rekspoede · Rubroek · Ruisscheure · Sint-Janskappel · Sint-Joris · Sint-Mariakappel · Sint-Momelijn · Sint-Pietersbroek · Sint-Silvesterkappel · Sint-Winoksbergen · Soks · Spijker · Stapel · Steenbeke · Steenvoorde · Steenwerk · Stegers · Stene · Strazele · Terdegem · Téteghem-Coudekerque-Village · Tienen · Uksem · Vleteren · Volkerinkhove · Waalskappel · Warrem · Waten · Wemaarskappel · Westkappel · Wilder · Winnezele · Wormhout · Wulverdinge · Zegerskappel · Zerkel · Zermezele · Zoeterstee · Zuidkote · Zuidpene
1. 1 2  Populations de référence 2022.